# Hikke-Hans - et eventyr i 4 dele
|  | Denne artikel er oprettet af botten PalnaBot ud fra en ekstern database. Den kan derfor have sproglige fejl eller mangler. Denne skabelon kan fjernes efter kontrol af indholdet. |

Hikke-Hans - et eventyr i 4 dele er en kortfilm instrueret af Claus Ørsted efter manuskript af Claus Ørsted.

## Handling
Et eventyr på video i fire dele (samlet på ét bånd) fortalt af Bodil Udsen. Fortællingen om drengen Hans, der skulle opleve så meget for at blive fri for sin hikke, henvender sig til små børn. Videoen bygger på en bog med samme titel, fortalt af Claus Ørsted og tegnet af Dorte Breyen (Mallings Forlag).